# Venturia picturator
Venturia picturator är en stekelart som beskrevs av Aubert 1970. Venturia picturator ingår i släktet Venturia och familjen brokparasitsteklar. Inga underarter finns listade i Catalogue of Life.